# A magyar pengő pénzjegyei
A magyar pengő pénzjegyei az 1926–1946 közötti magyar pénznem, a pengő készpénzének részét alkotta. A legtöbb pénzjegy bankjegy, melyeket (olykor csak névleg) a Magyar Nemzeti Bank bocsátott ki. Később, a világháború előrehaladtával más papírpénzek, illetve pénzként használt értékpapírok is megjelentek, például hadipénzek, kötvények, pénztárjegyek.
Kezdetben a papírpénzeket külföldön tervezték és egyszerű technikával nyomtatták, mivel itthon hiányzott a megfelelő felszerelés és szakember. Később már fejlett technikával állították elő a bankjegyeket. A világháború után elszabadult az infláció, így a nagy mennyiségű bankjegyet ismét egyszerű technikával állították elő. Végül már sorozatszámot sem nyomtattak a pénzekre, s a pénzjegynyomdán kívül néhány más fővárosi nyomdát is be kellett vonni a bankjegynyomtatásba.

## Bankjegyek

### Első sorozat (1926)
Az első pengőbankjegyeket 1926-ban nyomtatták 5, 10, 20, 50 és 100 pengő névértékekkel, az ötpengős kivételével vízjeles papírra. Valamennyi bankjegyet Helbing Ferenc tervezte. A bankjegyek ofszet-eljárással készültek, amit könnyű volt hamisítani, ezért korán megjelentek a hamisítványok. A helyzet annyira súlyos volt, hogy szükségessé vált új bankjegyek tervezése és gyártása, így az első pengőbankjegyek csak rövid ideig voltak forgalomban. Mivel ezeknek a bankjegyeknek bevonáskor is nagy volt az értéke, manapság ritkán bukkannak fel, így a legritkább magyar bankjegyek közé tartoznak. E bankjegyek nyomólemezeit a későbbi inflációs bankjegysor tervezésénél is felhasználták.
| Kép                                            | Kép      | Névérték  | Méret       | Leírás                                      | Leírás                          | Dátumok          | Dátumok            | Dátumok           |
| Előoldal                                       | Hátoldal | Névérték  | Méret       | Előoldal                                    | Hátoldal                        | Nyomtatás        | Kibocsátás         | Visszavonás       |
| ---------------------------------------------- | -------- | --------- | ----------- | ------------------------------------------- | ------------------------------- | ---------------- | ------------------ | ----------------- |
|                                                |          | 5 pengő   | 150 × 75 mm | Friedrich Amerling: gróf Széchenyi István   | Lánchíd                         | 1926. március 1. | 1926. december 27. | 1929. június 30.  |
|                                                |          | 10 pengő  | 157 × 78 mm | Deák Ferenc                                 | Országház                       | 1926. március 1. | 1926. december 27. | 1930. június 30.  |
|                                                |          | 20 pengő  | 166 × 84 mm | Kossuth Lajos                               | Mészöly Géza: Balatoni táj      | 1926. március 1. | 1926. december 27. | 1931. május 31.   |
|                                                |          | 50 pengő  | 175 × 90 mm | Mányoki Ádám: II. Rákóczi Ferenc            | Lotz Károly: Ménes a zivatarban | 1926. március 1. | 1926. december 27. | 1935. március 31. |
|                                                |          | 100 pengő | 182 × 96 mm | Giovanni Antonio Boltraffio: Hunyadi Mátyás | Budai vár                       | 1926. március 1. | 1926. december 27. | 1933. április 30. |
| A képeken 0,7 pixel felel meg 1 milliméternek. |          |           |             |                                             |                                 |                  |                    |                   |

### Második sorozat (1927–1932)
Az 1927 decemberében kibocsátott ezerpengőst Egri Zoltán tervezte. Ez a bankjegy – akárcsak a sorozat többi tagja – már metszetmélynyomtatásos technológiával készült, amely megfelelő védelmet jelentett a hamisítással szemben. A pengőbankjegyek között egyedülállóként árnyalatos vízjellel ellátott papírra nyomtatták a bankjegyet, mely a valaha volt legnagyobb vásárlóértékű magyar bankjegy (ha az osztrák–magyar 1000 forintost és 1000 koronást nem számítjuk). A sorozat további címleteit Jaschik Álmos tervezte, nagyrészt átvette a lecserélt címletek témáit. Az ötpengős csupán két évig volt forgalomban, ezután ezüstérme formájában adták ki ezt a címletet, a tízpengőst pedig még a háború előtt új bankjegyre cserélték, emiatt ez a két címlet ritkának tekinthető.
| Kép                                            | Kép      | Névérték   | Méret        | Leírás                                             | Leírás                              | Dátumok            | Dátumok              | Dátumok            |
| Előoldal                                       | Hátoldal | Névérték   | Méret        | Előoldal                                           | Hátoldal                            | Nyomtatás          | Kibocsátás           | Visszavonás        |
| ---------------------------------------------- | -------- | ---------- | ------------ | -------------------------------------------------- | ----------------------------------- | ------------------ | -------------------- | ------------------ |
|                                                |          | 5 pengő    | 150 × 75 mm  | Friedrich Amerling: gróf Széchenyi István portréja | Lánchíd                             | 1928. augusztus 1. | 1928. december 20.   | 1930. december 31. |
|                                                |          | 10 pengő   | 159 × 80 mm  | Deák Ferenc                                        | Országház                           | 1929. február 1.   | 1929. december 11.   | 1939. november 30. |
|                                                |          | 20 pengő   | 165 × 85 mm  | Kossuth Lajos                                      | A Magyar Nemzeti Bank épülete       | 1930. január 2.    | 1930. november 20.   | 1943. október 31.  |
|                                                |          | 50 pengő   | 168 × 86 mm  | Petőfi Sándor                                      | Visky János: Terelés a Hortobágyon  | 1932. október 1.   | 1934. szeptember 10. | 1946. május 6.     |
|                                                |          | 100 pengő  | 176 × 91 mm  | Andrea Mantegna: Hunyadi Mátyás portréja           | A Budai vár látképe                 | 1930. július 1.    | 1932. október 25.    | 1946. május 6.     |
|                                                |          | 1000 pengő | 192 × 112 mm | Hungária-fej az aradi Szabadság-szoborról          | Benczúr Gyula: Vajk megkeresztelése | 1927. július 1.    | 1927. december 27.   | 1945. június 14.   |
| A képeken 0,7 pixel felel meg 1 milliméternek. |          |            |              |                                                    |                                     |                    |                      |                    |

### Kis címletű sorozat (1938)
1938-ban Franke Rupert egy bankjegysorozatot tervezett, amely 50 fillér, 1, 2 és 5 pengő címletekből állt. A kis címletű bankjegyekkel a Nemzeti Bank célja az volt, hogy gyorsan el tudja látni aprópénzzel a Bécsi döntések értelmében visszacsatolt területeket. Azért kívánták ezt bankjegyekkel megoldani, mert érmékből már a visszacsatolások előtt is hiány volt az országban. A tervezetből csak az 1 és 5 pengős pénzek kerültek valóban kibocsátásra, de a többiről is készültek próbanyomatok. Mivel az egypengősökből a sorozatszám szerint legyártott összes mennyiség sem volt elegendő, egy második kiadás is készült, melyeken a sorozatszámot csillaggal jelölték meg. Valamennyi próbanyomat és forgalmi nyomat ofszeteljárással készült. Az egypengőst alumíniumérmével, az ötpengőst új bankjeggyel cserélték le. Mivel ezek a bankjegyek csak rövid ideig voltak forgalomban, gyűjtő ritkaságnak számítanak.
| Kép                                            | Kép      | Névérték            | Méret       | Leírás                      | Leírás                                | Dátumok          | Dátumok               | Dátumok               |
| Előoldal                                       | Hátoldal | Névérték            | Méret       | Előoldal                    | Hátoldal                              | Nyomtatás        | Kibocsátás            | Visszavonás           |
| ---------------------------------------------- | -------- | ------------------- | ----------- | --------------------------- | ------------------------------------- | ---------------- | --------------------- | --------------------- |
|                                                |          | 50 fillér           | 81 × 48 mm  | Női modell                  | Magyar és idegen nyelvű értékjelzések | 1938. január 15. | Forgalomba nem került | Forgalomba nem került |
|                                                |          | 1 pengő             | 99 × 56 mm  | Női modell                  | Magyar és idegen nyelvű értékjelzések | 1938. január 15. | 1941. január 20.      | 1942. március 10.     |
|                                                |          | 1 pengő (2. kiadás) | 99 × 56 mm  | Női modell                  | Magyar és idegen nyelvű értékjelzések | 1938. január 15. | 1941. január 20.      | 1942. március 10.     |
|                                                |          | 2 pengő             | 110 × 61 mm | Női modell                  | Magyar és idegen nyelvű értékjelzések | 1938. január 15. | Forgalomba nem került | Forgalomba nem került |
|                                                |          | 5 pengő             | 120 × 65 mm | Tóth Rózsi hivatásos modell | Magyar és idegen nyelvű értékjelzések | 1938. január 15. | 1938. november 5.     | 1939. július 31.      |
| A képeken 0,7 pixel felel meg 1 milliméternek. |          |                     |             |                             |                                       |                  |                       |                       |

### Háború előtti sorozat (1936-1941)
1939-től új bankjegysor kibocsátását kezdte meg a Nemzeti Bank. A bankjegyek tervezője Horváth Endre volt, aki népművészeti motívumokat épített be a bankjegytervekbe és előszeretettel kért fel palócföldi modelleket. A forgalomba hozott 2, 5, 10 és 20 pengős bankjegyek mellett a százpengős próbanyomata is elkészült (ezt később kissé módosítva a Szálasi-kormány adta ki).
| Kép                                            | Kép            | Névérték  | Méret       | Leírás                                                        | Leírás                                                     | Dátumok                                 | Dátumok               | Dátumok               |
| Előoldal                                       | Hátoldal       | Névérték  | Méret       | Előoldal                                                      | Hátoldal                                                   | Nyomtatás                               | Kibocsátás            | Visszavonás           |
| ---------------------------------------------- | -------------- | --------- | ----------- | ------------------------------------------------------------- | ---------------------------------------------------------- | --------------------------------------- | --------------------- | --------------------- |
|                                                |                | 2 pengő   | 114 × 58 mm | Rudas Valéria bényi palóclány                                 | Fábián Lajosné kislányával Fábián Marikával Hollókőről     | 1940. július 15.                        | 1941. január 20.      | 1942. március 10.     |
|                                                |                | 5 pengő   | 121 × 59 mm | Bugárdi Ferencné született Csonka Julianna bényi palócasszony | Bezerédi Gyula: Tinódi Lantos Sebestyén szobra             | 1939. október 25.                       | 1940. március 18.     | 1942. augusztus 5.    |
| 1945. április 28.                              | 1946. május 6. | 5 pengő   | 121 × 59 mm | Bugárdi Ferencné született Csonka Julianna bényi palócasszony | Bezerédi Gyula: Tinódi Lantos Sebestyén szobra             | 1939. október 25.                       |                       |                       |
|                                                | 1946. május 6. |           | 10 pengő    | 158 × 71 mm                                                   | Madonna a gyermek Jézussal, Bőle Mária pesthidegkúti lakos | Strobl Alajos: Szent István lovasszobra | 1936. december 22.    | 1939. május 15.       |
|                                                | 1946. május 6. |           | 20 pengő    | 164 × 75 mm                                                   | Női modell                                                 | Palóc menyecske édesapjával             | 1941. január 15.      | 1942. november 16.    |
|                                                |                | 100 pengő | ?           | Női modell                                                    | Címer, allegorikus alakok                                  | ?                                       | Forgalomba nem került | Forgalomba nem került |
| A képeken 0,7 pixel felel meg 1 milliméternek. |                |           |             |                                                               |                                                            |                                         |                       |                       |

### Veszprémi sorozat (1943)
A bankjegysorozatot Veszprémben adta ki az evakuált Szálasi-kormány, és Magyarország nyilasok uralta részén volt forgalomban 1944-ben.
Először az 1930-as 100 pengős és az 1936-os 10 pengős bankjegyeket nyomtatták ki újra 1944 végén. Ezeket a bankjegyeket csillaggal jelölték meg a szériaszámban (az 1938-as 1 pengős bankjegy, amely szintén tartalmaz csillagot a szériaszámban, nem veszprémi kiadás), és sokkal kevésbé elterjedtek, mint a csillag nélküliek. Néhány 100 pengős bankjegyet 1000 pengős ragasztós bélyeggel bélyegeztek felül. Ezeket később az 1943-as 1000 pengős bankjegyekkel cserélték ki.
Később 1944-ben tervbe vettek egy új, 10, 100 és 1000 pengőből álló sorozat kibocsátását, amelyek mindegyikét Horváth Endre tervezte. Idő hiányában csak az 1000 pengős bankjegyet hozták hivatalosan forgalomba, a 100 pengőst kinyomtatták, de csak az Ausztriában tartózkodó evakuált csapatok használták, a 10 pengős bankjegynek viszont csak próbanyomatai léteznek. A 100 és 1000 pengős bankjegyeket korábbi bankjegyek elemeit felhasználva tervezték.
A Szálasi-kormány idején néhány bankjegyet (az 1936-os 10 pengős, az 1941-es 20 pengős, az 1932-es 50 pengős, az 1930-as 100 pengős és az 1943-as 1000 pengős) zöld nyilaskeresztes bélyeggel felülbélyegezték. Bár a legtöbb felülbélyegzett bankjegy hamisnak minősül (azaz később bélyegezték felül annak érdekében, hogy ezeket az elterjedt bankjegyeket drágább "ritkaságokká" változtassák): a bélyegzős tinta igen frissnek hat ezeken a bankjegyeken, és nem világos, hogy az ilyen felülbélyegzésnek mi volt a célja.
| Kép                                            | Kép      | Névérték   | Méret        | Leírás                                    | Leírás                                                       | Dátumok           | Dátumok                    | Dátumok          |
| Előoldal                                       | Hátoldal | Névérték   | Méret        | Előoldal                                  | Hátoldal                                                     | Nyomtatás         | Kibocsátás                 | Visszavonás      |
| ---------------------------------------------- | -------- | ---------- | ------------ | ----------------------------------------- | ------------------------------------------------------------ | ----------------- | -------------------------- | ---------------- |
|                                                |          | 10 pengő   | ? mm         | Női modell                                | Sipeki Bözsi sarlóval és búzával, őrhalmi palóc viseletetben | 1943. február 24. | soha nem került forgalomba | -                |
|                                                |          | 100 pengő  | 156 × 100 mm | Tóth Rózsi hivatásos női modell           | Magyarország címere és meztelen férfiak                      | 1943. február 24. | soha nem került forgalomba | -                |
|                                                |          | 1000 pengő | 183 × 100 mm | Hungária-fej az aradi Szabadság-szoborról | Buda látképe a Szent Gellért szoborral                       | 1943. február 24. | 1944. november 4.          | 1945. június 14. |
| A képeken 0,7 pixel felel meg 1 milliméternek. |          |            |              |                                           |                                                              |                   |                            |                  |

### Háború utáni inflációs sorozat (1945-1946)
A háború után az új demokratikus kormány súlyos pénzhiányban szenvedett, ezért a nemzeti banktól gyors és olcsó bankjegynyomtatást rendelt. Rövid volt az idő ahhoz, hogy új bankjegyeket tervezzenek, ezért az 1926-ban kinyomtatott bankjegyek nyomólemezeit használták fel újra (hasonlítsuk össze az 50, 100, 1 000 000 és 100 000 000 bankjegyeket az 1926-os 50, 100, 20 és 10 pengős bankjegyekkel), más bankjegyek portréi szintúgy (pl. hasonlítsuk össze az 500 pengős bankjegyet az 500 000 magyar koronás bankjeggyel, valamint a 100 000 pengős bankjegyet az 1940-es 2 pengőssel). Az 1000 pengős bankjegytől kezdődően a címletek mindegyik tíz egész hatványa volt. Az ellenőrizetlen bankjegykibocsátás súlyosbította az inflációt.
1945 decemberében a kormány sikertelenül próbálta megfékezni az inflációt egy egyszeri tőkeadó segítségével. Ez azt jelentette, hogy az 1000, 10 000 és 100 000 pengős bankjegyeket felül kellett bélyegeztetni egy olyan bélyeggel, amelyet a bankjegy névértékének háromszorosáért lehetett megvásárolni. Ezt követően a bélyeg nélküli bankjegyek nominálisan az ugyanolyan címletű bélyeges bankjegyeknek 1/4-ét érték. Később a 100 000 pengős bankjegyet ismét kiadták más színnel. Ez a bankjegy és az ennél nagyobb címletek már nem estek a tőkeadó alá.
Habár tervbe volt véve a tízmilliárd (1010) pengős kibocsátása (az 1946-os 10 forintos bankjegyhez hasonló külalakkal), az egymilliárdnál nagyobb címleteket átnevezték milpengővé (amely az egymillió pengő rövidítése), így a feltüntetett érték az eredeti milliomod része lett. Az egymilliárd pengős címletű bankjegyet követő címlet a 10 000 milpengős lett, amely egyenlő volt tízezerszer egymillió (azaz tízmilliárd) pengővel, és a külalakja a 10 000 pengős bankjegyhez hasonlított. A célja ennek az volt, hogy megkönnyítsék a mindennapos pénzkezelést és számlázást, és hogy a korábbi bankjegyek külalakjait újra felhasználják.
Az egymilliárd milpengős bankjegyet követően új rövidítést kellett kitalálni, mivel további magasabb címletekre volt szükség. Ez a b.-pengő lett (amely a billió pengő rövidítése; billió = milliószor millió). A külalakot is újra felhasználták a szín megváltoztatásával és a "B" betű hozzáadásával. A legnagyobb kinyomtatott címlet az egy milliárd b.-pengős volt (azaz 1021 pengő), de ezt sohasem hozták forgalomba.
A hiperinflációs pengő bankjegyek elnevezési sémája és külalak váltakozása ciklikusságot mutat. A ciklus 6 számjegyű volt, ami azt jelenti, hogy a denomináció előtti bankjegyeknek ugyanolyan nominális számértékkel ugyanolyan külalakjuk volt, mint a denominációt követő bankjegyeké (például a 10 000 pengő, a 10 000 milpengő és 10 000, b.-pengő).
| Kép                                            | Kép      | Névérték                          | Méret       | Leírás                                               | Leírás                                       | Dátumok            | Dátumok               | Dátumok               |
| Előoldal                                       | Hátoldal | Névérték                          | Méret       | Előoldal                                             | Hátoldal                                     | Nyomtatás          | Kibocsátás            | Visszavonás           |
| ---------------------------------------------- | -------- | --------------------------------- | ----------- | ---------------------------------------------------- | -------------------------------------------- | ------------------ | --------------------- | --------------------- |
|                                                |          | 50 pengő                          | 175 × 90 mm | Mányoki Ádám: II. Rákóczi Ferenc portréja            | Lotz Károly: Ménes a zivatarban              | 1945. április 5.   | 1945. június 5.       | 1946. május 6.        |
|                                                |          | 100 pengő                         | 183 × 97 mm | Giovanni Antonio Boltraffio: Hunyadi Mátyás portréja | A Budai vár látképe                          | 1945. április 5.   | 1945. május 9.        | 1946. május 6.        |
|                                                |          | 500 pengő                         | 177 × 86 mm | Női modell                                           | Magyar és idegen nyelvű értékjelzések        | 1945. május 15.    | 1945. június 1.       | 1946. május 6.        |
|                                                |          | 1000 pengő                        | 185 × 90 mm | Női modell                                           | Magyar és idegen nyelvű értékjelzések        | 1945. július 15.   | 1945. július 16.      | 1945. december 31.    |
|                                                |          | 1000 pengő (vörös bélyeggel)      | 185 × 90 mm | Női modell                                           | Magyar és idegen nyelvű értékjelzések        | 1945. július 15.   | 1945. december 19.    | 1946. május 6.        |
|                                                |          | 10 000 pengő                      | 171 × 82 mm | Női modell                                           | Magyar és idegen nyelvű értékjelzések        | 1945, július 15.   | 1945. október 17.     | 1945. december 31.    |
|                                                |          | 10 000 pengő (barna bélyeggel)    | 171 × 82 mm | Női modell                                           | Magyar és idegen nyelvű értékjelzések        | 1945, július 15.   | 1945. december 19.    | 1946. július 5.       |
|                                                |          | 100 000 pengő                     | 179 × 81 mm | Rudas Valéria bényi palóclány                        | Címer, magyar és idegen nyelvű értékjelzések | 1945. október 23.  | 1945. december 12.    | 1945. december 31.    |
|                                                |          | 100 000 pengő (zöld bélyeggel)    | 179 × 81 mm | Rudas Valéria bényi palóclány                        | Címer, magyar és idegen nyelvű értékjelzések | 1945. október 23.  | 1945. december 19.    | 1946. július 5.       |
|                                                |          | 100 000 pengő (2. kiadás)         | 179 × 81 mm | Rudas Valéria bényi palóclány                        | Címer, magyar és idegen nyelvű értékjelzések | 1945. október 23.  | 1945. december 27.    | 1946. január 31.      |
|                                                |          | 1 000 000 pengő                   | 167 × 84 mm | Kossuth Lajos                                        | Mészöly Géza: Balatoni táj                   | 1945. november 16. | 1946. február 28.     | 1946. június 24.      |
|                                                |          | 10 000 000 pengő (107 pengő)      | 184 × 84 mm | Kossuth Lajos                                        | Galamb olajággal                             | 1945. november 16. | 1946. április 2.      | 1946. június 24.      |
|                                                |          | 100 000 000 pengő (108 pengő)     | 159 × 79 mm | Női modell                                           | Országház                                    | 1946. március 18.  | 1946. április 30.     | 1946. július 10.      |
|                                                |          | 1 000 000 pengő (109 pengő)       | 174 × 84 mm | Lendvay Lúcia székesfehérvári lakos                  | Értékjelzés                                  | 1946. március 18.  | 1946. május 13.       | 1946. július 10.      |
|                                                |          |                                   |             |                                                      |                                              |                    |                       |                       |
|                                                |          | 10 000 milpengő (1010 pengő)      | 171 × 82 mm | Női modell                                           | Értékjelzés                                  | 1946. április 29.  | 1946. május 27.       | 1946. július 31.      |
|                                                |          | 100 000 milpengő (1011 pengő)     | 179 × 81 mm | Rudas Valéria bényi palóclány                        | Címer, értékjelzés                           | 1946. április 29.  | 1946. június 3.       | 1946. július 31.      |
|                                                |          | 1 000 000 milpengő (1012 pengő)   | 167 × 84 mm | Kossuth Lajos                                        | Mészöly Géza: Balatoni táj                   | 1946. május 24.    | 1946. június 12.      | 1946. július 31.      |
|                                                |          | 10 000 000 milpengő (1013 pengő)  | 184 × 84 mm | Kossuth Lajos                                        | Galamb olajággal                             | 1946. május 24.    | 1946. június 18.      | 1946. július 31.      |
|                                                |          | 100 000 000 milpengő (1014 pengő) | 159 × 79 mm | Női modell                                           | Országház                                    | 1946. június 3.    | 1946. június 24.      | 1946. július 31.      |
|                                                |          | 1 000 000 milpengő (1015 pengő)   | 174 × 84 mm | Lendvay Lúcia székesfehérvári lakos                  | Értékjelzés                                  | 1946. június 3.    | 1946. június 27.      | 1946. július 31.      |
|                                                |          |                                   |             |                                                      |                                              |                    |                       |                       |
|                                                |          | 10 000 b.‑pengő (1016 pengő)      | 171 × 82 mm | Női modell                                           | Értékjelzés                                  | 1946. június 3.    | 1946. július 1.       | 1946. július 31.      |
|                                                |          | 100 000 b.‑pengő (1017 pengő)     | 179 × 81 mm | Rudas Valéria bényi palóclány                        | Címer, értékjelzés                           | 1946. június 3.    | 1946. július 2.       | 1946. július 31.      |
|                                                |          | 1 000 000 b.‑pengő (1018 pengő)   | 167 × 84 mm | Kossuth Lajos                                        | Mészöly Géza: Balatoni táj                   | 1946. június 3.    | 1946. július 4.       | 1946. július 31.      |
|                                                |          | 10 000 000 b.‑pengő (1019 pengő)  | 184 × 84 mm | Kossuth Lajos                                        | Galamb olajággal                             | 1946. június 3.    | 1946. július 8.       | 1946. július 31.      |
|                                                |          | 100 000 000 b.‑pengő (1020 pengő) | 159 × 79 mm | Női modell                                           | Országház                                    | 1946. június 3.    | 1946. július 11.      | 1946. július 31.      |
|                                                |          | 1 000 000 b.‑pengő (1021 pengő)   | 174 × 84 mm | Lendvay Lúcia székesfehérvári lakos                  | Értékjelzés                                  | 1946. június 3.    | Forgalomba nem került | Forgalomba nem került |
| A képeken 0,7 pixel felel meg 1 milliméternek. |          |                                   |             |                                                      |                                              |                    |                       |                       |

## A Vöröshadsereg Parancsnokságának kiadásai (1944)
1944-ben, Magyarország szovjet megszállásakor a Vörös Hadsereg fedezet nélküli papírpénzt adott ki az ellenőrzése alatt álló területeken. Ezek a bankjegyek gyenge minőségűek voltak, és súlyosbították a pengő inflációját.
| Kép                                            | Kép      | Névérték   | Méret        | Leírás      | Leírás      | Dátumok   | Dátumok           | Dátumok         |
| Előoldal                                       | Hátoldal | Névérték   | Méret        | Előoldal    | Hátoldal    | Nyomtatás | Kibocsátás        | Visszavonás     |
| ---------------------------------------------- | -------- | ---------- | ------------ | ----------- | ----------- | --------- | ----------------- | --------------- |
|                                                |          | 1 pengő    | 135×70 mm    | Értékjelzés | Értékjelzés | 1944      | 1946. február 28. | 1946. június 1. |
|                                                |          | 2 pengő    | 138 × 69 mm  | Értékjelzés | Értékjelzés | 1944      | 1946. február 28. | 1946. június 1. |
|                                                |          | 5 pengő    | 135 × 67 mm  | Értékjelzés | Értékjelzés | 1944      | 1946. február 28. | 1946. június 1. |
|                                                |          | 10 pengő   | 161 × 81 mm  | Értékjelzés | Értékjelzés | 1944      | 1946. február 28. | 1946. június 1. |
|                                                |          | 20 pengő   | 165 × 84 mm  | Értékjelzés | Értékjelzés | 1944      | 1946. február 28. | 1946. június 1. |
|                                                |          | 50 pengő   | 179 × 90 mm  | Értékjelzés | Értékjelzés | 1944      | 1946. február 28. | 1946. június 1. |
|                                                |          | 100 pengő  | 184 × 97 mm  | Értékjelzés | Értékjelzés | 1944      | 1946. február 28. | 1946. június 1. |
|                                                |          | 1000 pengő | 194 × 104 mm | Értékjelzés | Értékjelzés | 1944      | 1946. február 28. | 1946. június 1. |
| A képeken 0,7 pixel felel meg 1 milliméternek. |          |            |              |             |             |           |                   |                 |